# Zeche Vereinigte Concordia
Die Zeche Vereinigte Concordia ist ein ehemaliges Steinkohlenbergwerk in Sprockhövel-Sirrenberg. Das Bergwerk ist aus einer Konsolidation der Zechen Concordia, Glücksburg, Gewerken-Hoffnung Stolln und ‘‘Wind- & Bockmühlenbank‘‘ entstanden.

## Geschichte

### Concordia
Am 21. Dezember 1773 erfolgte die Verleihung des Längenfeldes, anschließend war das Bergwerk in Betrieb. Ab 1796 war es wieder außer Betrieb. 1822 erfolgte die Konsolidation zur Zeche Vereinigte Concordia.

### Glücksburg
Das Bergwerk befand sich in Sprockhövel-Obersprockhövel, zwischen den Zechen Bocksmühle und Friedrich Wilhelm. Am 21. März 1806 erfolgte die Verleihung des Längenfeldes Glücksburg, anschließend war das Bergwerk in Betrieb. 1822 erfolgte die Konsolidation zur Zeche Vereinigte Concordia.

### Gewerken-Hoffnung Stolln
Der Gewerken-Hoffnung Stolln wurde zunächst Munkerts Stolln, dann auch Munkertscher Stolln oder auch Müncherei Stolln genannt. Im Jahr 1750 erfolgte die Verleihung, anschließend wurde der Stollen angesetzt. Das Stollenmundloch befand sich bei einer Höhe von +172 Metern NN östlich vom Sprockhöveler Bach sowie nördlich von Sirrenberg. Die Auffahrung erfolgte in Richtung Südosten, der Stollen erreichte eine Endlänge von 400 Metern.
Am 21. Dezember 1773 wurde die Erbstollengerechtigkeit verliehen, außerdem sollte der inzwischen verfallene Stollen wieder aufgewältigt werden. Vor 1822 erfolgte die Übernahme durch die Zeche Wind-& Bockmühlenbank. 1822 erfolgte die Konsolidation zur Zeche Vereinigte Concordia. Um 1841 wurde das Längenfeld Kleine Windmühle über den Erbstollen gelöst. 1920 erstellte die Zeche Kleine Windmühle den Durchschlag zur Wasserableitung und übernahm den Stollen.

### Die Jahre als Vereinigte Concordia
Nach der Konsolidation im Jahr 1822 war das Bergwerk zunächst nicht in Betrieb. Im Jahr 1823 erfolgte die Verleihung des Grubenfeldes. Verliehen wurde das Längenfeld Glücksburg Nr. 2, außerdem wurden Schürfarbeiten durchgeführt. 1824 wurde das Lichtloch 6 und der Stock & Scherenberger Erbstollen wiederhergestellt. Diese Maßnahme diente der Förderung aus dem Erbstollen zwischen den Lichtlöchern 5 und 6. Außerdem wurde eine Strecke nach Westen im Flöz Neuefund aufgefahren. 1825 war Abbaubeginn und am 26. Oktober 1825 erfolgte die Verleihung eines neuen Längenfeldes.
Im Jahr 1842 ging der Schacht Paul in Förderung. Neben ihm war auch Schacht Juliane in Betrieb. 1850 war die Zahlung von Zubuße erforderlich, die Förderung erfolgte im Schacht der Zeche Glückauf. 1852 wurde in den Flözen Neuefund und Windmühle abgebaut. Der Göpelschacht Lina ging 1855 in Förderung. Außerdem wurde im Niveau der ehemaligen Tiefbausohle der Zeche Vereinigte Stock & Scherenberg ein gemeinsames Sohlenort mit der Zeche Glückauf bis auf 438 Lachter nach Westen aufgefahren. 1856 wurden die Geviertfelder Vereinigte Neue Concordia und Vereinigte Neue Concordia II aufgefahren. 1863 wurde damit begonnen, die Berechtsame über den Dreckbänker Erbstollen zu lösen. Am 19. Dezember 1864 und am 28. August 1865 erfolgte die Konsolidation mit der Zeche Glückauf.

## Förderung und Belegschaft
Die ersten Förderzahlen stammen aus dem Jahr 1830, es wurden rund 3000 Tonnen Steinkohle gefördert. Im Jahr 1835 sank die Förderung auf 1.902 Tonnen. 1840 wurden 14.274 preußische Tonnen Steinkohle gefördert. 1842 stieg die Förderung auf 21.929 preußische Tonnen. 1845 wurden mit 54 Bergleuten 5.563 Tonnen Steinkohle gefördert. 1835 sank erneut die Förderung auf nunmehr 1.602 Tonnen. Die letzten Zahlen stammen aus dem Jahr 1855, mit 70 Bergleuten wurden 50.000 preußische Tonnen Steinkohle gefördert.